# Johann Scherz

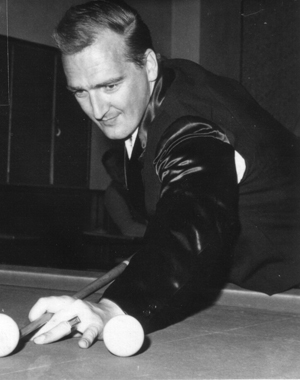

Johann Scherz (Wenen, 3 juli 1932 - aldaar, 23 september 2004)  was een Oostenrijks carambolebiljarter.
Scherz behoorde bijna 30 jaar tot de beste carambolebiljarters van de wereld. In 1954 behaalde hij zijn eerste nationale titel in het bandstoten en in 1983 werd hij in dezelfde spelsoort nog vierde op het Europees kampioenschap. Hij won in totaal 92 nationale titels.
Hij won het Europees kampioenschap driebanden in 1958 en 1961 en het wereldkampioenschap kader 71/2 in 1965. Op het wereldkampioenschap driebanden eindigde hij op de tweede plaats in 1963 en 1965 en op de derde plaats in 1968, 1970 en 1981. 
Hij verbeterde in 1958 het wereldrecord hoogste serie bij het driebanden tot 13 caramboles en in 1960 op het WK driebanden het hoogste partijgemiddelde tot 1,363. 